# 尊助法親王
尊助法親王（そんじょほっしんのう、建保5年（1217年）- 正応3年12月1日（1291年1月2日））は、鎌倉時代中期の法親王。父は土御門天皇。母は法印尋恵の娘。後嵯峨天皇らの異母兄弟。青蓮院・大原宮と号した。

## 略歴
貞永元年（1232年）に出家し、文暦元年（1234年）11月一身阿闍梨となる。建長4年（1252年）8月親王宣下を受け、建長6年（1254年）には青蓮院門主および無動寺検校に任じられる。正元元年（1259年）3月に天台座主に任じられ、以後、正元元年（1259年）3月から弘長3年（1263年）8月まで、文永4年（1267年）7月から翌年12月まで、弘安7年（1284年）9月から弘安9年11月まで、正応3年（1290年）2月から同年10月までの、合計4度にわたり天台座主に任じられている。
一方、青蓮院門主は当初は前門主である最守の意向通りに道玄に継がせ、その次は慈助法親王に継がせるように命じていたが、文永5年（1268年）に延暦寺内部の対立を理由に青蓮院・梶井両門跡が没収された際に解任されて、天台座主の慈禅が両門跡を継承する（慈禅はかねてから青蓮院の継承権を主張していて尊助とは対立する立場だった）。翌年には後嵯峨上皇の院宣によって尊助の意向通りに道玄が新しい青蓮院の門主となり、その2年後には慈助法親王が次の門主となるが、尊助・道玄・慈助の三者が不仲となったらしく、弘安元年（1282年）には尊助が慈助から門主を取り返した道玄に対して悔返を宣言して、道玄から門主の地位を取り戻し、改めて慈禅の弟弟子である慈実を後継者とした。このため、慈助法親王と慈実との間で門主の地位を巡る争いが発生して青蓮院の内紛が再燃することになった。
正応3年12月1日（1291年1月2日）、75歳で薨去した。